# Долгова, Вероника Евгеньевна
Вероника Евгеньевна Долгова (26 июля 1997, Таёжный, Богучанский район, Красноярский край) — российская биатлонистка, чемпионка России. Мастер спорта России.

## Биография
Начала заниматься биатлоном под руководством своего отца Евгения Викторовича Долгова. Затем перешла в «Академию биатлона» (Красноярск), тренируется под руководством В. С. Кайсина, Р. О. Неуструева, Л. П. Пановой, Н. В. Якушова. Представляет Красноярский край, города Красноярск и Дивногорск.

### Юниорская карьера
Становилась призёром юниорских первенств России в эстафетах и в личных видах (гонка преследования 2018 года). Победительница межрегиональных соревнований среди юниоров по биатлону и летнему биатлону. Входила в состав юниорской сборной России, но в международных соревнованиях не участвовала.

### Взрослая карьера
На чемпионате России 2018 года стала победительницей гонки патрулей в составе сборной Сибирского ФО и бронзовым призёром в командной гонке в составе команды Красноярского края.